# کاتراووژ
کاتراووژ (انگلیسی: Katravozh) یک شهرک در ناحیه خودگردان یامالو-ننتس کشور روسیه است.